# 727 (szám)
A 727 (római számmal: DCCXXVII) egy természetes szám, prímszám.

## A szám a matematikában
A tízes számrendszerbeli 727-es a kettes számrendszerben 1011010111, a nyolcas számrendszerben 1327, a tizenhatos számrendszerben 2D7 alakban írható fel.
A 727 páratlan szám, prímszám. Jó prím. Pillai-prím. Normálalakban a 7,27 · 102 szorzattal írható fel.
A 727 négyzete 528 529, köbe 384 240 583, négyzetgyöke 26,96294, köbgyöke 8,99176, reciproka 0,0013755. A 727 egység sugarú kör kerülete 4567,87572 egység, területe 1 660 422,824 területegység; a 727 egység sugarú gömb térfogata 1 609 503 190,4 térfogategység.
A 727 helyen az Euler-függvény helyettesítési értéke 726, a Möbius-függvényé −1.